# David Plummer
David Plummer (Norman, 9 de outubro de 1985) é um nadador estadunidense, campeão olímpico.

## Carreira

### Rio 2016
Plummer competiu na natação nos Jogos Olímpicos de Verão de 2016, conquistando a medalha de bronze nos 100 metros costas e a de ouro nos 4x100 m medley.